# Čirůvka zemní
Čirůvka zemní (Tricholoma terreum) je jedovatá houba, která může vyvolat akutní selhání ledvin, jelikož uvolňuje červené svalové barvivo, které ucpe ledvinové kanálky. Následky mohou být smrtelné. Je snadno zaměnitelná s ostatními druhy čirůvek, protože mají podobné zbarvení a celkově podobný vzhled. Lze ji identifikovat podle jemně šupinatého šedohnědého klobouku o velikosti 3 až 8 cm se středovým hrbolem.

## Synonyma
Agaricus terreus Schaeff.
- Tricholoma terreum var. terreum (Schaeff.) Quél.[3]
- Tricholoma bisporigerum J.E. Lange[3]
- Tricholoma myomyces f. bisporigerum (J.E. Lange) Bon[3]
- Agaricus myomyces Pers.[3]
- Gymnopus myomyces (Pers.) Gray[3]
- Tricholoma myomyces (Pers.) J.E. Lange[3]

### české názvy
- Čirůvka myší[3]

Tento druh poprvé popsal Christian Hendrik Persoon v roce 1794 jako Agaricus myomyces, později jej do rodu Tricholoma zařadil dánský mykolog Jakob Emanuel Lang v roce 1933.

## Vzhled

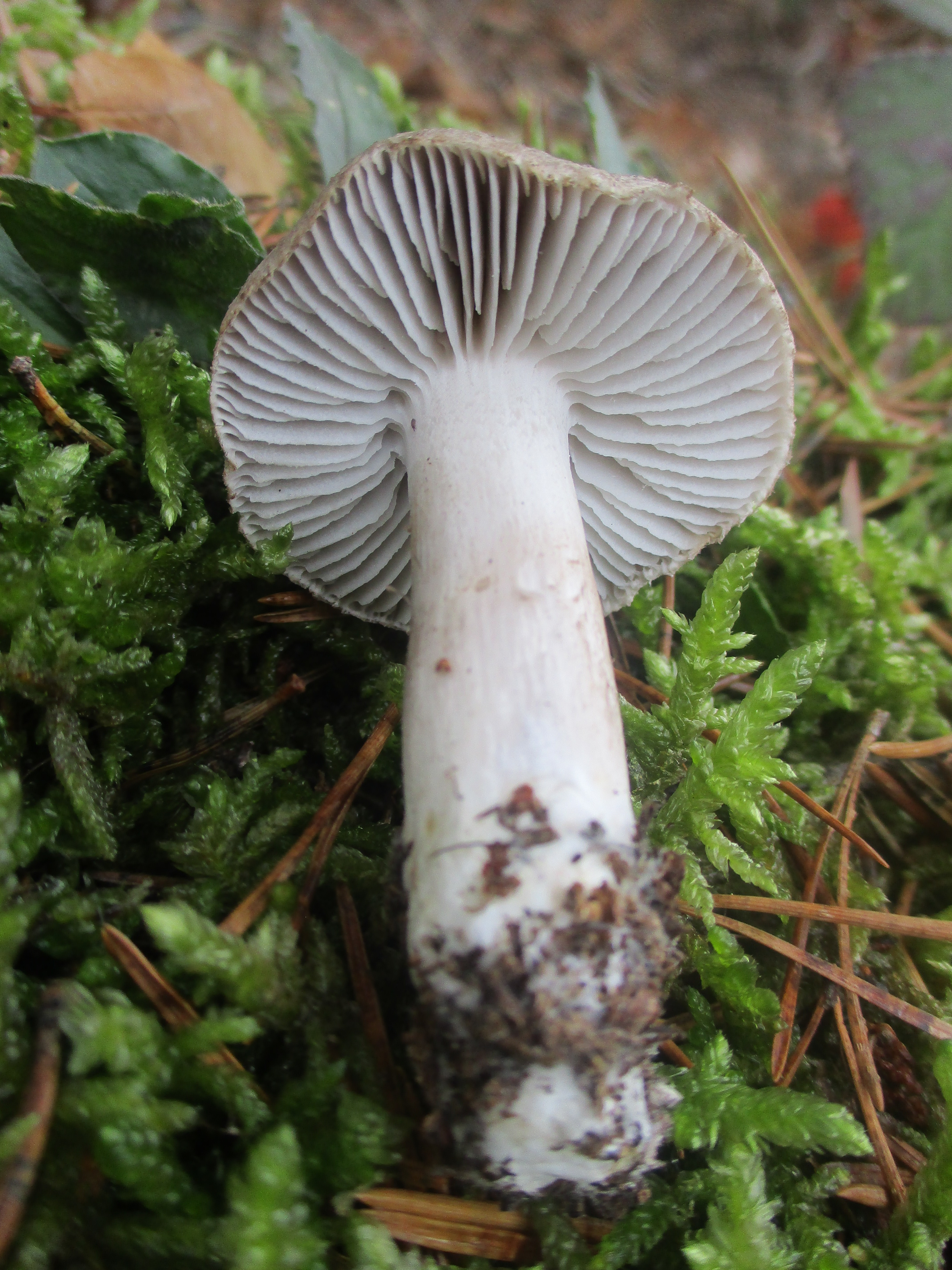
Třeň s lupeny

### Makroskopický
Třeň (noha) má bělošedou barvu, válcovitý tvar, je vláknitý a měří 4–7 cm a průměr má 2–3,5 cm. V mládí je plný, v dospělosti dutý.
Klobouk je široký 3 až 8 cm, v mládí zakulacený, později plochý. Povrch jemně vláknitě šupinatý. Má tmavě šedou barvu, okraj je většinou světlejší. V dospělosti se začínají celkem často trhat. Dužina nářezu je bílá.
Lupeny jsou křehké a vysoké, zpočátku bělavé, později slabě našedlé, u třeně zoubkem sbíhavé. Postupně tmavnou.
Vůně i chuť se podobá syrovým bramborám.

### Mikroskopický
Výtrusy jsou bílé.

## Výskyt
Roste místy velmi hojně, nejčastěji pod borovicemi, zřídka i pod jinými jehličnany či vzácně dokonce listnáči, hlavně na okrajích lesů. Roste od srpna až do prosince.

## Možné záměny

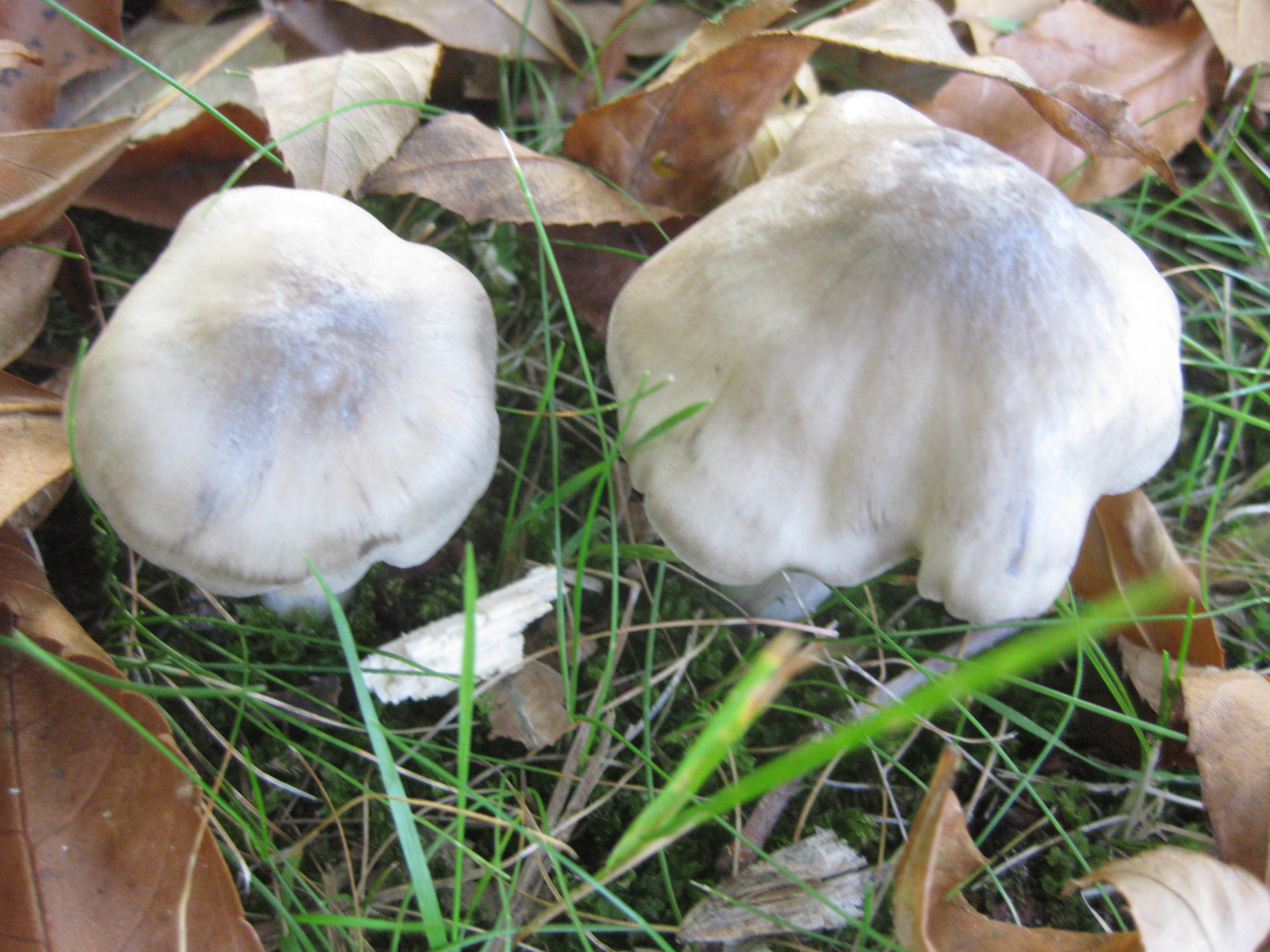
Klobouk

Je snadno zaměnitelná s ostatními druhy čirůvek, protože mají podobné zbarvení a celkově podobný vzhled.
- čirůvka žíhaná (Tricholoma virgatum) – klobouk bez šupinek se špičatým vrcholem. Je nejedlá. [3]
- čirůvka havelka (Tricholoma portentosum) – nemá šupinkatý klobouk, má ale široký hrbol. Je jedlá. [3]
- čirůvka stříbrošedá (Tricholoma argyraceum) – v dospělosti a po narušení žloutnoucí lupeny. Je jedlá.[3]

## Jedlost
Houba byla pokládána za jedlou i označovaná v atlasech, ale roku 2014 se objevily informace o její jedovatosti. Zjistilo se, že způsobuje rozklad tkáně svalů. Problémy jsou způsobeny opakovaným pozřením. K tomuto názoru se připojuje i český mykolog Radomír Němec.